# Eleição municipal de São Vicente (São Paulo) em 2024
A eleição municipal de São Vicente em 2024 foi o 19.º pleito eleitoral realizado na história do município. O 1.º turno ocorreu em 6 de outubro e como uma das candidaturas logrou alcançar a maioria absoluta dos votos válidos registrados, não houve a necessidade de realização de um 2.º turno, originalmente previsto para ocorrer três semanas depois, em 27 de outubro. Isso deve-se ao fato de que São Vicente possui mais de 200 000 eleitores registrados e aptos ao voto e, dessa forma, atende ao critério eleitoral definido pelo inciso II do artigo n.º 29 da Constituição Federal para a realização de um 2.º turno caso a disputa eleitoral não tenha sido decidida na etapa anterior de votação.
Segundo dados do Tribunal Superior Eleitoral, 260 347 eleitores compunham o eleitorado vicentino apto a eleger 1 prefeito, 1 vice-prefeito e 15 vereadores para a Câmara Municipal em 2024.

## Calendário eleitoral
| Início        | Fim           | Atividades | Status    |
| ------------- | ------------- | --- | --------- |
| 7 de março    | 5 de abril    | Janela partidária para vereadores trocarem de partido visando concorrer às eleições sem perder o mandato. | Realizado |
| 6 de abril    | 6 de abril    | Data-limite para todas as legendas e federações partidárias obterem o registro dos estatutos no TSE e para todos os candidatos terem domicílio eleitoral na circunscrição em que desejam disputar as eleições com a filiação deferida pelo partido. | Realizado |
| 15 de maio    | 15 de maio    | Início da campanha de arrecadação prévia de recursos na modalidade de financiamento coletivo para pré-candidatos, sem realização de pedidos de voto e obedecendo a regras relativas à propaganda eleitoral na Internet.                             | Realizado |
| 20 de julho   | 5 de agosto   | Realização de convenções partidárias para deliberar sobre coligações e escolher candidatos às prefeituras e aos cargos de vereador. Os partidos têm até 15 de agosto para registrar os nomes na Justiça Eleitoral.                                  | Realizado |
| 16 de agosto  | 16 de agosto  | Início das campanhas eleitorais de forma igualitária, podendo qualquer publicidade ou manifestação com pedido explícito de voto antes da data ser considerada irregular e multada.                                                                  | Realizado |
| 30 de agosto  | 3 de outubro  | Veiculação da propaganda eleitoral gratuita no rádio e na televisão. | Realizado |
| 6 de outubro  | 6 de outubro  | Realização do primeiro turno das eleições municipais. | Realizado |
| 11 de outubro | 25 de outubro | Veiculação da propaganda eleitoral gratuita no rádio e na televisão para o segundo turno. | Realizado |
| 27 de outubro | 27 de outubro | Realização de um eventual segundo turno nas cidades com mais de 200 mil eleitores em que o candidato a prefeito mais votado não tenha atingido a metade mais um dos votos válidos.                                                                  | Realizado |

## Candidaturas oficiais
| Candidaturas deferidas pelo TSE para a disputa eleitoral | Candidaturas deferidas pelo TSE para a disputa eleitoral | Candidaturas deferidas pelo TSE para a disputa eleitoral | Candidaturas deferidas pelo TSE para a disputa eleitoral | Candidaturas deferidas pelo TSE para a disputa eleitoral | Candidaturas deferidas pelo TSE para a disputa eleitoral | Candidaturas deferidas pelo TSE para a disputa eleitoral                                                   | Candidaturas deferidas pelo TSE para a disputa eleitoral |
| N.º                                                      | N.º                                                      | Candidato(a) a prefeito(a)                               | Candidato(a) a prefeito(a)                               | Candidato(a) a vice-prefeito(a)                          | Candidato(a) a vice-prefeito(a)                          | Coligação                                                                                                  | Situação                                                 |
| -------------------------------------------------------- | -------------------------------------------------------- | -------------------------------------------------------- | -------------------------------------------------------- | -------------------------------------------------------- | -------------------------------------------------------- | --- | -------------------------------------------------------- |
|                                                          | 13                                                       |                                                          | Rosana Caruso (PT)                                       |                                                          | Pai Kadu D'Osala (PT)                                    | São Vicente da Esperança PT / PV / PCdoB                                                                   | Não eleito                                               |
|                                                          | 20                                                       |                                                          | Kayo Amado (Podemos)                                     |                                                          | Sandra Conti (UNIÃO)                                     | Orgulho de ser São Vicente Republicanos / Progressistas / PDT / MDB / Podemos / PSB / UNIÃO / PSD / Avante | Eleito                                                   |
|                                                          | 22                                                       |                                                          | Coronel Magno Julião (PL)                                |                                                          | Pastora Marceli (PL)                                     | partido isolado                                                                                            | Não eleito                                               |
|                                                          | 25                                                       |                                                          | Ricardo Fargnoli (PRD)                                   |                                                          | Roberto Sant'Ana (PRD)                                   | partido isolado                                                                                            | Não eleito                                               |
|                                                          | 30                                                       |                                                          | Marcelo Rocha (NOVO)                                     |                                                          | Elizângela Bafini (NOVO)                                 | partido isolado                                                                                            | Não eleito                                               |

## Pesquisas eleitorais

### Intenções de voto
| Data de realização            | Data de divulgação    | Instituto de pesquisa | Registro no TSE | Eleitores entrevistados | Margem de erro | Candidatos        | Candidatos         | Candidatos                | Candidatos           | Candidatos             | Brancos e nulos | Não sabem/Não responderam |
| Data de realização            | Data de divulgação    | Instituto de pesquisa | Registro no TSE | Eleitores entrevistados | Margem de erro | Kayo Amado (PODE) | Rosana Caruso (PT) | Coronel Magno Julião (PL) | Marcelo Rocha (NOVO) | Ricardo Fargnoli (PRD) | Brancos e nulos | Não sabem/Não responderam |
| ----------------------------- | --------------------- | --------------------- | --------------- | ----------------------- | -------------- | ----------------- | ------------------ | ------------------------- | -------------------- | ---------------------- | --------------- | ------------------------- |
| 29 de julho a 2 de agosto     | 3 de agosto de 2024   | Badra Comunicação     | SP–08214/2024   | 1 060                   | ±2,5%          | 74,5%             | 4,7%               | 1,1%                      | 1,6%                 | 0,6%                   | 8,2%            | 9,3%                      |
| 23 a 24 de agosto de 2024     | 28 de agosto de 2024  | IPAT                  | SP–02978/2024   | 801                     | ±3,5%          | 75,9%             | 3,6%               | 1,5%                      | 1,5%                 | 0,6%                   | 5,6%            | 11,2%                     |
| 2 a 6 de setembro de 2024     | 7 de setembro de 2024 | Badra Comunicação     | SP–03661/2024   | 1 060                   | ±2,5%          | 71,6%             | 2,5%               | 2,4%                      | 1,0%                 | 0,9%                   | 9,8%            | 11,7%                     |
| 29 a 30 de setembro           | 2 de outubro de 2024  | IPAT                  | SP–04474/2024   | 801                     | ±3,5%          | 80,8%             | 3,7%               | 2,9%                      | 1,1%                 | 0,2%                   | 4,5%            | 6,8%                      |
| 30 de setembro a 4 de outubro | 5 de outubro de 2024  | Badra Comunicação     | SP–01654/2024   | 1 060                   | ±2,5%          | 79,8%             | 3,5%               | 3,9%                      | 0,9%                 | 0,7%                   | 6,2%            | 4,9%                      |

### Índices de rejeição
| Data de realização            | Data de divulgação    | Instituto de pesquisa | Registro no TSE | Eleitores entrevistados | Margem de erro | Candidatos                | Candidatos         | Candidatos           | Candidatos             | Candidatos        | Poderia votar em todos | Não votaria em nenhum | Não sabem/Não responderam |
| Data de realização            | Data de divulgação    | Instituto de pesquisa | Registro no TSE | Eleitores entrevistados | Margem de erro | Coronel Magno Julião (PL) | Rosana Caruso (PT) | Marcelo Rocha (NOVO) | Ricardo Fargnoli (PRD) | Kayo Amado (PODE) | Poderia votar em todos | Não votaria em nenhum | Não sabem/Não responderam |
| ----------------------------- | --------------------- | --------------------- | --------------- | ----------------------- | -------------- | ------------------------- | ------------------ | -------------------- | ---------------------- | ----------------- | ---------------------- | --------------------- | ------------------------- |
| 29 de julho a 2 de agosto     | 3 de agosto de 2024   | Badra Comunicação     | SP–08214/2024   | 1 060                   | ±2,5%          | 10,9%                     | 7,1%               | 5,1%                 | 4,7%                   | 4,4%              | 7,5%                   | 16,1%                 | 44,3%                     |
| 23 a 24 de agosto de 2024     | 28 de agosto de 2024  | IPAT                  | SP–02978/2024   | 801                     | ±3,5%          | 11,6%                     | 9,6%               | 9,5%                 | 5,1%                   | 5,5%              | 36,5%                  | 5,2%                  | 20,6%                     |
| 2 a 6 de setembro de 2024     | 7 de setembro de 2024 | Badra Comunicação     | SP–03661/2024   | 1 060                   | ±2,5%          | 11,3%                     | 12,4%              | 5,0%                 | 2,3%                   | 2,9%              | 1,1%                   | 21,0%                 | 44,0%                     |
| 29 a 30 de setembro           | 2 de outubro de 2024  | IPAT                  | SP–04474/2024   | 817                     | ±3,5%          | 18,1%                     | 11,6%              | 10,4%                | 9,4%                   | 5,6%              | 35,3%                  | 10,2%                 | 12,7%                     |
| 30 de setembro a 4 de outubro | 5 de outubro de 2024  | Badra Comunicação     | SP–01654/2024   | 1 060                   | ±2,5%          | 12,4%                     | 21,5%              | 5,8%                 | 3,8%                   | 4,4%              | 4,4%                   | 12,1%                 | 35,6%                     |

## Debate eleitoral
| Data de realização   | Organizador(es)  | Mediador(a)  | Candidatos        | Candidatos                | Candidatos         | Candidatos           | Candidatos             |
| Data de realização   | Organizador(es)  | Mediador(a)  | Kayo Amado (PODE) | Coronel Magno Julião (PL) | Rosana Caruso (PT) | Marcelo Rocha (NOVO) | Ricardo Fargnoli (PRD) |
| -------------------- | ---------------- | ------------ | ----------------- | ------------------------- | ------------------ | -------------------- | ---------------------- |
| 1 de outubro de 2024 | Santa Cecília TV | Irineu Alves | Ausente           | Presente                  | Presente           | Presente             | Presente               |

## Resultados eleitorais

### Poder Executivo
Confirmando o amplo favoritismo apontado por todas as pesquisas eleitorais realizadas ao longo da campanha eleitoral, o prefeito em exercício Kayo Amado (Podemos) reelegeu-se para um 2.º mandato consecutivo à frente do Poder Executivo municipal com uma esmagadora margem de votos, conquistando 147 382 votos, o equivalente a 87,60% dos votos válidos. Tanto em termos absolutos quanto em termos proporcionais, esta foi a maior quantidade de votos obtidos e a maior porcentagem de votos válidos alcançadas por um candidato a prefeito na história política do município. Seu novo mandato à frente da Prefeitura de São Vicente iniciou-se em 1 de janeiro de 2025 e será concluído em 31 de dezembro de 2028.
| Candidatos a prefeito(a)   | Candidatos a prefeito(a)  | Candidatos a vice-prefeito(a) | Votação | Votação     |
| Candidatos a prefeito(a)   | Candidatos a prefeito(a)  | Candidatos a vice-prefeito(a) | Total   | Porcentagem |
| -------------------------- | ------------------------- | ----------------------------- | ------- | ----------- |
|                            | Kayo Amado (Podemos)      | Sandra Conti (UNIÃO)          | 147 382 | 87,60%      |
|                            | Coronel Magno Julião (PL) | Pastora Marceli (PL)          | 9 713   | 5,77%       |
|                            | Rosana Caruso (PT)        | Pai Kadu D'Osala (PT)         | 8 230   | 4,89%       |
|                            | Marcelo Rocha (NOVO)      | Elizângela Bafini (NOVO)      | 1 996   | 1,19%       |
|                            | Ricardo Fargnoli (PRD)    | Roberto Sant'Ana (PRD)        | 927     | 0,55%       |
| Total de votos válidos     | Total de votos válidos    | Total de votos válidos        | 168 248 | 168 248     |
| Votos apurados             |                           |                               |         |             |
| Votos válidos              | Votos válidos             | Votos válidos                 | 168 248 | 89,65%      |
| Votos em branco            | Votos em branco           | Votos em branco               | 8 723   | 4,65%       |
| Votos nulos                | Votos nulos               | Votos nulos                   | 10 690  | 5,70%       |
| Total de votos apurados    | Total de votos apurados   | Total de votos apurados       | 187 661 | 187 661     |
| Participação do eleitorado |                           |                               |         |             |
| Comparecimentos            | Comparecimentos           | Comparecimentos               | 187 661 | 72,08%      |
| Abstenções                 | Abstenções                | Abstenções                    | 72 686  | 27,92%      |
| Total de eleitores aptos   | Total de eleitores aptos  | Total de eleitores aptos      | 260 347 | 260 347     |
| Fonte: g1                  |                           |                               |         |             |

### Poder Legislativo
No sistema proporcional, pelo qual são eleitos os vereadores, o voto dado a um candidato é primeiro considerado para o partido ao qual ele é filiado. O total de votos de um partido é que define quantas cadeiras ele terá. Definidas as cadeiras, os candidatos mais votados do partido são chamados a ocupá-las. Abaixo encontram-se os candidatos a vereador eleitos, reeleitos e os que ficaram como suplentes para a 19.ª legislatura, iniciada em 1 de janeiro de 2025 e que será concluída em 31 de dezembro de 2028.
| N.º   | Candidato(a)            | Partido político | Votos obtidos | Porcentagem | Situação      |
| ----- | ----------------------- | ---------------- | ------------- | ----------- | ------------- |
| 44444 | Tiago Peretto           | UNIÃO            | 12 668        | 7,40%       | Eleito(a)     |
| 20333 | Jhony Sasaki            | Podemos          | 5 897         | 3,45%       | Reeleito(a)   |
| 20000 | Jefferson Cezarolli     | Podemos          | 5 846         | 3,42%       | Reeleito(a)   |
| 40663 | Rodrigo Digão           | PSB              | 4 580         | 2,68%       | Reeleito(a)   |
| 44123 | Wagner Cabeça           | UNIÃO            | 4 138         | 2,42%       | Eleito(a)     |
| 44777 | Adilson da Farmácia     | UNIÃO            | 4 014         | 2,35%       | Reeleito(a)   |
| 40456 | Cocão                   | PSB              | 4 014         | 2,35%       | Eleito(a)     |
| 44644 | Higor Ferreira          | UNIÃO            | 3 611         | 2,11%       | Reeleito(a)   |
| 20699 | Jatobá                  | Podemos          | 3 510         | 2,05%       | Reeleito(a)   |
| 22123 | Aninha Ferreira         | PL               | 3 433         | 2,01%       | Não eleito(a) |
| 55888 | Prof.º Thiago Alexandre | PSD              | 3 308         | 1,93%       | Reeleito(a)   |
| 10123 | Benevan Souza           | Republicanos     | 3 087         | 1,80%       | Reeleito(a)   |
| 55789 | Fernando Paulino        | PSD              | 3 007         | 1,76%       | Eleito(a)     |
| 15777 | Edivaldo da Auto Escola | MDB              | 2 801         | 1,64%       | Eleito(a)     |
| 11050 | Felipe Rominha          | Progressistas    | 2 736         | 1,60%       | Reeleito(a)   |
| 20633 | Bagre                   | Podemos          | 2 681         | 1,57%       | Eleito(a)     |